# Philipp Grubauer
Philipp Grubauer (Rosenheim, Alemania, 25 de noviembre de 1991), apodado Grubie, Gru o Little Schnitzel, es un jugador profesional alemán de hockey sobre hielo que se desempeña en la posición de guardameta en Seattle Kraken, equipo de la National Hockey League (NHL).

## Carrera
Fue seleccionado en la cuarta ronda en la NHL Entry Draft de 2010. En 2012 hizo su debut profesional con el equipo Washington Capitals, en el cual jugó seis temporadas (2012-2018), después pasó a Colorado Avalanche (2018-2021), luego a Seattle Kraken, donde lleva jugando tres temporadas.